# 诺伊基兴 (黑森州)
诺伊基兴（德語：Neukirchen，發音：[nɔʏˈkɪʁçn̩] ⓘ）是德国黑森州卡塞尔行政区施瓦尔姆-埃德尔县的城市，面积66.25平方千米，2023年12月31日人口为7,014人。